# Abierto de Australia 1996
Lista de los campeones del Abierto de Australia de 1996:

## Seniors

### Individual Masculino
Boris Becker (GER) d. Michael Chang (USA), 6-2, 6-4, 2-6, 6-2

### Individual Femenino
Monica Seles (USA) d. Anke Huber (GER), 6-4, 6-1

### Dobles Masculino
Stefan Edberg (SWE)/Petr Korda (CZE)

### Dobles Femenino
Chanda Rubin (USA)/Arantxa Sánchez Vicario (ESP)

### Dobles Mixto
Larisa Neiland (LAT)/Mark Woodforde (AUS)
| Predecesor: 1995                           | Abierto de Australia 1996 | Sucesor: 1997                         |
| Predecesor: Abierto de Estados Unidos 1995 | Grand Slam 1996           | Sucesor: Torneo de Roland Garros 1996 |